# Agence Dalmas
 (février 2016).
Si vous disposez d'ouvrages ou d'articles de référence ou si vous connaissez des sites web de qualité traitant du thème abordé ici, merci de compléter l'article en donnant les références utiles à sa vérifiabilité et en les liant à la section « Notes et références ».
L’Agence Dalmas est une agence de presse française et de photo-reportage fondée en 1955 par le journaliste Louis Dalmas et ayant cessé son activité en 1965. Elle fut la première agence dite « magazine ».

## Historique
Raymond Depardon fut engagé comme assistant par Louis Foucherand, ancien grand reporter, ce qui lui permit de s'établir à Paris fin des années 1950. Au début des années 1960, Louis Foucherand s'associe avec Louis Dalmas, fondateur, avec Yves Manciet, de la première grande agence de photo-reportage en France pour diriger le laboratoire Photodal chargé des tirages de l'agence. Raymond Depardon se retrouva avec d'autres jeunes recrues (Daniel Angeli, Michel Algret, Marc Morelli) comme employé de laboratoire. À l'époque (fin des années 1950) l'agence Dalmas était composée d'une équipe importante de photo-reporters salariés comme Philippe Letellier, Jean-Paul Pradier, Michel Serbie, Ray Wilson, François Raoul-Duval, Alain Dejean, Georges Martin, Russel Melcher, Kriss Kindall, Gil Delamare ou Manuel Bidermanas. 
En 1957, elle assure la diffusion mondiale des photographies du synchrocyclotron de Doubna en URSS de Jean-Louis Swiners.
François Roboth y a débuté en 1958 comme journaliste-reporter-photographe.
Un sujet filmé en 16 mm par Michel Serbie à la demande de Louis Dalmas concernant une manifestation s'est achevé par un plongeon mortel de Gil Delamare après un saut parachuté. La photo est parue dans France-Soir de l'époque.
Très vite, Depardon abandonne l'agence pour devenir pigiste en dépit de ses très faibles moyens financiers, mais grâce à son opiniâtreté, il parvient à vivre de la vente de ses photos. En 1961 ou 1962, alors qu'il est toujours pigiste et que Louis Dalmas n'a pas de photographes salariés de l'agence disponibles, il lui est demandé de couvrir l'expédition SOS-Sahara. Il viendra ainsi au secours de trois hommes perdus dans le désert, et rapportera des photos noir et blanc qui paraîtront sur huit pages dans Paris Match. Il devient ensuite salarié et la reconnaissance de son talent s'affirme au sein de l'Agence Dalmas, qu'il finira par quitter en 1966 pour cofonder l'agence Gamma avec Gilles Caron.
Les fonds photographiques de l'agence ont été rachetés par l'agence Sipa Press en 1974.

## Personnel de l'agence

### Administrateurs
- Ludovic Bert.

### Journalistes reporters photographes
- Daniel Angeli, créateur et fondateur de l'agence éponyme, spécialisée dans le reportage people ;
- Raymond Depardon ;
- Robert Descharnes ;
- Ivanka Mikic ;
- François Roboth ;
- Michel Serbie (né en 1930), journaliste et journaliste reporter d'images[1].
- Jean-Louis Swiners (la centrale atomique russe de Doubna)
- Ray Wilson ;

### Rédacteurs en chef
- Claude Otzenberger.

## Citation
« J’ai pris des photos d’embrigadement de la jeunesse ainsi que de jeunes filles brandissant le Petit Livre Rouge. J’ai revendu mes photos à l’agence Dalmas, alors l’agence de photoreportage la plus réputée - c’est là que Raymond Depardon a commencé. » − Gökşin Sipahioğlu, créateur de l’agence Sipa.[réf. nécessaire]